# Lensia japonica
Lensia japonica är en nässeldjursart som först beskrevs av Stepanjants 1967.  Lensia japonica ingår i släktet Lensia och familjen Diphyidae. Inga underarter finns listade i Catalogue of Life.